# Ahe (Bergheim)
Ahe is een plaats in de Duitse gemeente Bergheim, deelstaat Noordrijn-Westfalen, en telt 3.901 inwoners (31 maart 2021).
Het dorp ligt ongeveer 3 kilometer ten zuidoosten van Bergheim-stad. Langs de oostkant van het dorp loopt de Autobahn A61. Minder dan 2 km ten noordwesten van het dorp ligt afrit 19 van deze Autobahn.
Ahe wordt voor het eerst in een document vermeld in het jaar 1182. In de 13e en 14e eeuw stond hier een kasteel met de naam Wiedenau. Op de restanten van dit kasteel staat tegenwoordig een grote boerderij met paardenpension.
In Ahe is in een groot, voormalig boerenhuis aan de Sindorfer Straße 19 het Pianomuseum Haus Eller gevestigd, met rond de zeventig toetsinstrumenten en tweewekelijks een concert.

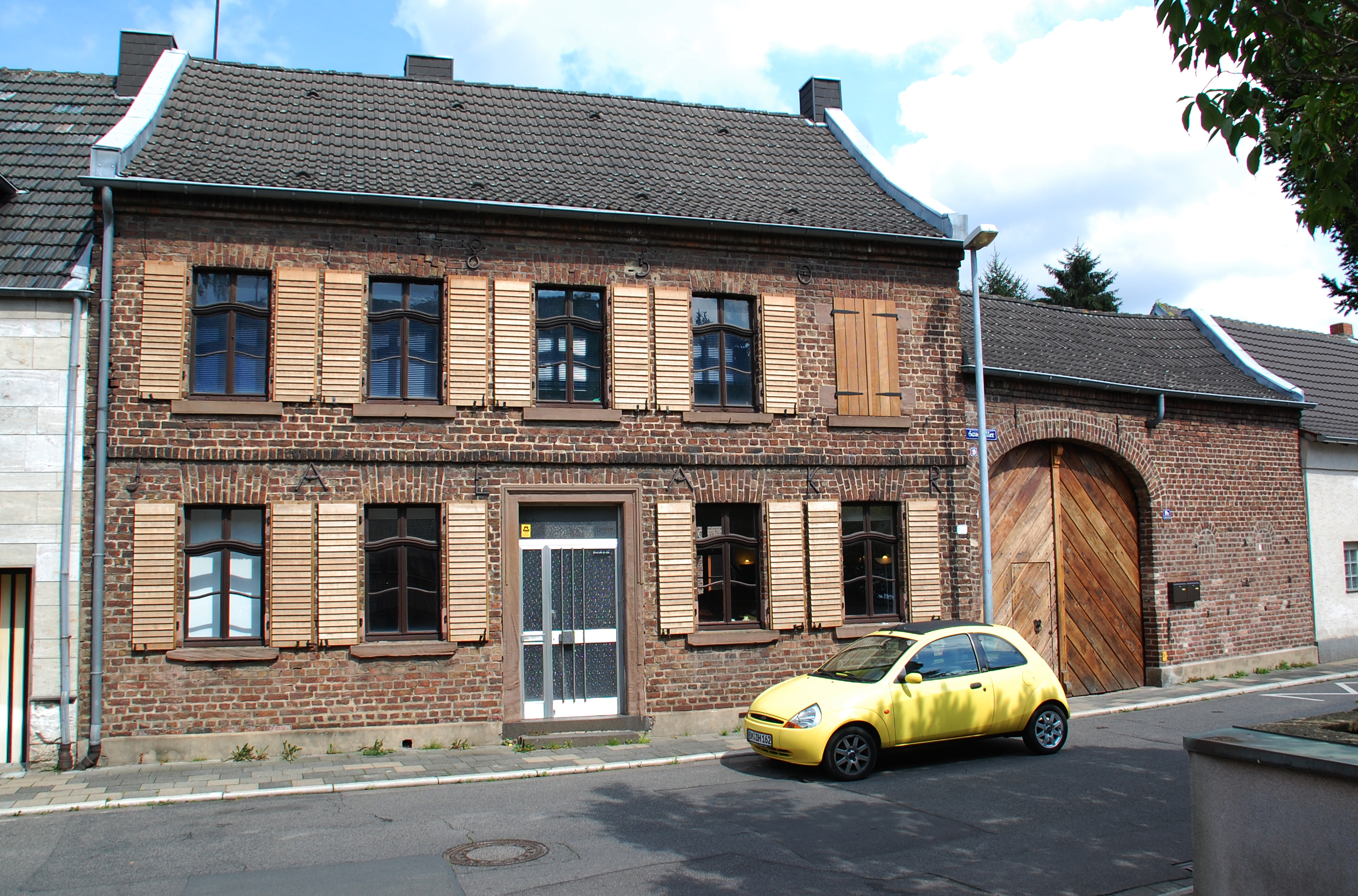
Haus Eller, Sindorfer Straße 19, Ahe
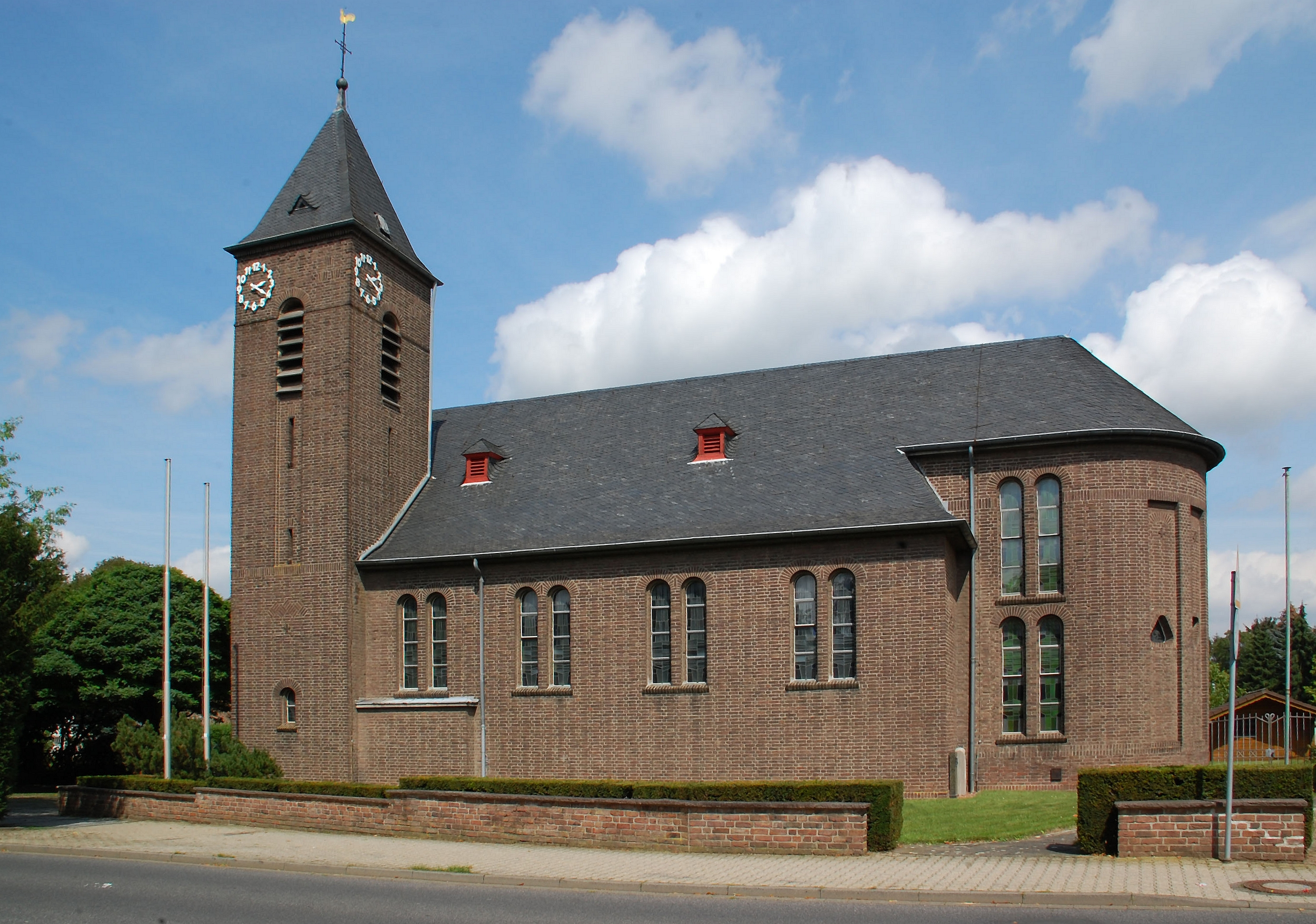
R.K. St. Michaëlskerk van Ahe (1929)